# Aleksei Suetin
Aleksei (Alexey) Stepanovitx Suetin (en rus: Алексей Суэтин; Zinovievsk, 16 de novembre de 1926 – Moscou, 10 de setembre de 2001), fou un jugador i escriptor d'escacs rus, que va jugar sota bandera soviètica, i tenia el títol de Gran Mestre Internacional des de 1965.
|  |

## Biografia i resultats destacats en competició
Resident a Moscou i enginyer mecànic de professió, va esdevenir Mestre Internacional el 1961 i Gran Mestre el 1965. La seva filosofia fou sempre que "la dominació no és suficient, cal atrevir-se, prendre riscos". Fou un axioma que li va donar fama de jugador dur i ferotgement competitiu i li va servir per obtenir molts èxits. El 1951 quedà primer (fora de concurs) al campionat de l'Uzbekistan.
El seu primer gran èxit va arribar el 1955, quan, com a membre de l'equip soviètic a l'Olimpíada d'Estudiants per equips hi va puntuar un 80% i va obtenir una medalla d'or individual, a banda de l'or també per equips.
Com a actiu jugador de torneigs als 1960 i 1970, va aconseguir diversos bons resultats, incloent victòries en solitari o empatat a Sarajevo 1965, Copenhaguen 1965 (ex aequo amb Mark Taimanov i Svetozar Gligoric), Titovo Uzice 1966 (amb Aleksandar Matanovic), Hastings 1967/68, L'Havana 1969, Albena 1970, Kecskemet 1972 (amb Ribli), Brno 1975 (el primer Campionat Obert de Txèquia – el títol de Campió fou per Vlastimil Hort al tie-break), Lublin 1976, i Dubna 1979. També són destacables els seus tercers llocs a Debrecen 1961 i Berlín (Memorial Lasker) 1968.
Suetin va participar en set Campionats soviètics des de 1958 a 1966; els seus millors resultats foren el 4t-6è llocs el 1963 (rere Stein, Spasski i Khólmov) i també el 4t-6è el 1965 (rere Stein, Polugaevsky i Taimanov).
Fins al 1971, va fer de segon i entrenador de Tigran Petrossian en molts dels seus matxs més importants, inclosa la seva victòria al Campionat del món de 1963. Durant molts anys, fou l'entrenador principal de Moscou, supervisant el desenvolupament de nous talents, com ara Vassil Ivantxuk i Andrei Sokolov. Tot i que no va obtenir tants èxits com anteriorment, la seva carrera com a jugador va continuar durant els 1990. Guanyà el Hastings Challengers de 1990/91, però igualment com Iefim Hèl·ler, era un fumador empedreït, i va trobar dificultats per adaptar-se a la Directiva FIDE de 1990 que prohibia fumar a les sales de torneig.
Fou també un comentarista de renom, i a partir de 1965 fou corresponsal de Pravda, de manera que la seva veu es va sentir amb freqüència en la ràdio i la televisió de Moscou durant els anys 1970 i 1980.
Com un jugador veterà, va guanyar el Campionat Mundial Sènior el 1996.
Fou autor de molts llibres d'escacs, principalment relatius al mig joc o a obertures. Alguns d'ells són: Modern Chess Opening Theory, Three Steps To Chess Mastery (tractat que refon les seves primeres obres, The Chess Player's Laboratory i The Path To Mastery), Plan Like A Grandmaster, A Contemporary Approach To The Middle-game, French Defence, The Complete Grunfeld i The Complete Spanish. El seu darrer llibre, Chess through the prism of time, es publicà a Moscou el 1998.
Aleksei Suetin estava casat amb la WGM Kira Zvorykina, amb qui va tenir un fill, Aleksandr, nascut el 1951. Varen viure a Belarús durant alguns anys, i competiren habitualment al Campionat de Belarús, el qual en Suetin guanyà sis cops. En l'edició de 1960, mentre ell guanyava el títol masculí, la seva muller, Zvorykina, guanyà el títol femení.
Va morir als 74 anys, d'un infart de miocardi poc després de tornar a cas després de participar en el Campionat Sènior de Rússia.

## Partides notables
- Suetin vs Tseshkovsky, obertura anglesa A27, Kislovodsk 1972, 1-0

Les blanques exerceixen forta pressió sobre un sobreexpansionat flanc de rei negre, i la culminen amb un atac mortal (33. ... Txg7 34.Cf8+ i 35.Txg7+).